# Comedy Club
Comedy Club je česká stand-up show vysílaná na Paramount Network. Vysílat se začala v roce 2016. Moderátorem je Tomáš Jeřábek, někdy je zastupován Tomášem Měcháčkem. Hudbu má na starost Petr Wajsar. Koncept je podobný jako u pořadu Na stojáka. Pořad se vysílá ve stejném konceptu i v jiných zemí.

## Někteří účinkující
- Lukáš Pavlásek
- Petr Vydra
- Karel Hynek
- Miloš Knor
- Tomáš Reitz
- Arnošt Frauenberg
- Tigran Hovakimyan
- Tomáš Měcháček
- Lucie Macháčková
- Jiří Jakima
- Jan Géryk
- Michael Szatmary
- Luděk Staněk
- Jakub Žáček
- Adéla Elbel
- Jaroslav Cerman
- Pavel Tomeš
- Radek Petráš
- Tomáš Plhoň
- Daniel Čech
- Adam Balažovič
- Michal Boháč
- Juraj Šoko
- Jan Studnička
- Lukefry
- Nikola Džokič
- Daniel Ferenc
- Zbyněk Vičar
- Ester Kočičková
- Jan Grolich
- Dominik Heřman Lev
- Veronika Jirků
- Lujza
- Jiří Charvát
- Tomáš Hudák
- Martin Filippi
- Tereza Bonaventurová
- Jakub Ťapák